# ステファン・G・ステーファンソン
ステファン・G・ステーファンソン（アイスランド語: Stephan G. Stephansson、1853年10月3日 - 1927年8月10日）は、アイスランド系カナダ人の詩人である。

## 生涯
当時はデンマーク領のアイスランド北部の町スカーガファイヤルザルシスラ (is:Skagafjarðarsýsla) の貧しい農場に生まれた。1873年に貧困から逃れるため英語の知識もないままアメリカのウィスコンシン州に渡ると、ノースダコタ州を経て1889年にカナダのアルバータ州に農夫として暮らした。移住後にアイスランドに戻ったのは1917年に国賓として訪れたのみである。
ステーファンソンは思想の偏りを嫌った博愛主義者であり救済願望を排した現実主義者であった。詩集『戦火の爪痕』では批判を恐れずカナダ政府の第一次世界大戦介入を糾弾している。また無神論者であり硬直した教会の教条主義にも反駁し教権反対を唱えていた。

## 作風
ステーファンソンの作品は明晰な理性と横溢する感情の均衡を特徴としている。彼は移民とは思えないほど故郷アイスランドを鮮明に描写し作品は全てアイスランド語で創作された。
夜中にしか創作しなかったが残した作品は韻文2000ページ、散文1500ページにも及ぶ。

## 作品
- 眠らない夜I - VI（AndvökurI - VI) （1909 - 1938）
- 戦火の爪痕（Vigslóði）（1920）